# Марченков, Юрий Александрович
Ю́рий Алекса́ндрович Ма́рченков (10 марта 1940 года, Пушкино, Московская область — 7 октября 2006 года, Нижний Новгород) — советский партийный деятель, председатель Горьковского горисполкома в 1985—1988 годах. Почётный гражданин Нижегородской области.
Доктор экономических наук, автор около 30 научных работ и статей, действительный член РАЕН.

## Биография
В 1958 году окончил Навашинский судомеханический техникум в Горьковской области. С 1958 года работал на заводе «Красное Сормово», где занимал должности секретаря комитета комсомола, заместителя секретаря парткома, секретаря парткома завода. В 1960—1963 годах находился на службе в армии. В 1969 году заочно окончил Горьковский институт инженеров водного транспорта. С 1969 года работал на выборных должностях в комсомольских организациях города: вторым, а затем и первым секретарём горкома ВЛКСМ. С 1979 года занимал должность секретаря городского комитета партии.
В январе 1985 года в связи с уходом по состоянию здоровья председателя Горисполкома В. В. Ерехинского был выдвинут на его место. 6 марта 1985 года его кандидатура была утверждена девятнадцатым созывом депутатов Горсовета.
На посту главы города в 1985—1987 годах занимался в первую очередь проблемами жилищного строительства, городского электротранспорта и т. д. Занимался также организацией постоянно действующих колхозных ярмарок на рынках города. В июне 1987 года его полномочия были подтверждены сессией народных депутатов нового созыва.
В СССР в это время была объявлена перестройка. В Горьком возникло движение за возвращение городу исторического наименования Нижний Новгород. 10 декабря 1987 года Ю. А. Марченков вынес этот вопрос на рассмотрение сессии Горсовет. При этом сам председатель Горисполкома считал переименование нецелесообразным в связи с большими финансовыми расходами, необходимыми для его реализации, а также утверждая, что молодые горьковчане выступают против старого названия. Это мнение, однако, не остановило общественных движений за переименование, и позже городу было возвращено старое имя, правда уже при другом главе: 10 декабря 1988 года Ю. А. Марченков освободил своё кресло, чтобы перейти на должность первого секретаря городского комитета партии.
В 1988—1991 годах являлся депутатом Верховного Совета РСФСР.
В 1990—1991 годах работал в аппарате Нижегородского обкома Коммунистической партии РСФСР. С 1991 возглавлял Нижегородский региональный институт переподготовки и повышения квалификации руководящих работников и специалистов агропромышленного комплекса. Входил в Совет мэров.
С 1995 года являлся членом РАЕН, возглавляя её Нижегородское отделение.
Похоронен на Бугровском кладбище.